# Lijst van nummer 1-hits in de Verrukkelijke 15 in 2020
Deze nummers stonden in 2020 op nummer 1 in de Verrukkelijke 15. De lijst hield op te bestaan in 1989, maar vanaf mei 2020 werd deze nieuw leven ingeblazen.
| Nummer | Datum        | Artiest              | Titel                    |
| ------ | ------------ | -------------------- | ------------------------ |
| 140    | 18 mei       | The Rolling Stones   | Living in a Ghost Town   |
| 141    | 25 mei       | Voltage              | She's Gone Like the Wind |
|        | 1 juni       | Voltage              | She's Gone Like the Wind |
|        | 8 juni       | Voltage              | She's Gone Like the Wind |
|        | 15 juni      | Voltage              | She's Gone Like the Wind |
| 142    | 22 juni      | Michael Kiwanuka     | Rolling                  |
| 143    | 29 juni      | Danny Vera           | Pressure Makes Diamonds  |
|        | 6 juli       | Danny Vera           | Pressure Makes Diamonds  |
| 144    | 13 juli      | Young Gun Silver Fox | Baby Girl                |
| 145    | 20 juli      | J.E. Sunde           | I Don't Care to Dance    |
|        | 27 juli      | J.E. Sunde           | I Don't Care to Dance    |
| 144    | 3 augustus   | Young Gun Silver Fox | Baby Girl                |
|        | 10 augustus  | Young Gun Silver Fox | Baby Girl                |
| 145    | 17 augustus  | Sault                | Wildfires                |
| 146    | 24 augustus  | Tame Impala          | Is It True               |
| 147    | 31 augustus  | My Morning Jacket    | Feel You                 |
|        | 7 september  | My Morning Jacket    | Feel You                 |
|        | 14 september | My Morning Jacket    | Feel You                 |
| 148    | 21 september | Bruce Springsteen    | Letter To You            |
| 149    | 28 september | Nothing but Thieves  | Impossible               |
|        | 4 oktober    | Nothing but Thieves  | Impossible               |
|        | 11 oktober   | Nothing but Thieves  | Impossible               |
|        | 18 oktober   | Nothing but Thieves  | Impossible               |
|        | 25 oktober   | Nothing but Thieves  | Impossible               |
|        | 1 november   | Nothing but Thieves  | Impossible               |
| 150    | 8 november   | Bruce Springsteen    | One Minute You're Here   |
|        | 15 november  | Bruce Springsteen    | One Minute You're Here   |
| 151    | 22 november  | Sault                | Free                     |
|        | 29 november  | Sault                | Free                     |
| 152    | 13 december  | Matt Berninger       | One More Second          |